# Калера (Алабама)
Калера (англ. Calera) — місто (англ. city) в США, в округах Чилтон і Шелбі штату Алабама. Населення — 16 494 особи (2020).

## Географія
Калера розташована за координатами 33°7′15″ пн. ш. 86°44′41″ зх. д. / 33.12083° пн. ш. 86.74472° зх. д. (33.120947, -86.744636).  За даними Бюро перепису населення США в 2010 році місто мало площу 63,13 км², з яких 62,39 км² — суходіл та 0,74 км² — водойми.

### Клімат
| Клімат : Калера       | Клімат : Калера | Клімат : Калера | Клімат : Калера | Клімат : Калера | Клімат : Калера | Клімат : Калера | Клімат : Калера | Клімат : Калера | Клімат : Калера | Клімат : Калера | Клімат : Калера | Клімат : Калера | Клімат : Калера |
| Показник              | Січ.            | Лют.            | Бер.            | Квіт.           | Трав.           | Черв.           | Лип.            | Серп.           | Вер.            | Жовт.           | Лист.           | Груд.           | Рік             |
| Середній максимум, °C | 12,2            | 15,6            | 19,4            | 25,0            | 28,3            | 31,7            | 33,3            | 32,8            | 30,0            | 25,0            | 18,9            | 14,4            | 23,9            |
| Середній мінімум, °C  | −0,6            | 0,6             | 5,0             | 8,9             | 12,8            | 17,2            | 19,4            | 18,9            | 16,1            | 8,9             | 3,9             | 0,6             | 9,4             |
| Норма опадів, мм      | 130             | 135             | 165             | 132             | 102             | 107             | 137             | 107             | 97              | 71              | 94              | 130             | 1400            |
| --------------------- | --------------- | --------------- | --------------- | --------------- | --------------- | --------------- | --------------- | --------------- | --------------- | --------------- | --------------- | --------------- | --------------- |
| Джерело: Weatherbase  |                 |                 |                 |                 |                 |                 |                 |                 |                 |                 |                 |                 |                 |

## Демографія
Згідно з переписом 2010 року, у місті мешкало 11 620 осіб у 4657 домогосподарствах у складі 3240 родин. Густота населення становила 184 особи/км².  Було 5128 помешкань (81/км²).
Расовий склад населення:
| - 71,2 % — білих - 23,0 % — чорних або афроамериканців - 0,6 % — азіатів - 0,2 % — корінних американців - 2,9 % — осіб інших рас |

До двох чи більше рас належало 2,0 %. Частка іспаномовних становила 5,0 % від усіх жителів.
За віковим діапазоном населення розподілялося таким чином: 26,5 % — особи молодші 18 років, 65,5 % — особи у віці 18—64 років, 8,0 % — особи у віці 65 років та старші. Медіана віку мешканця становила 31,9 року. На 100 осіб жіночої статі у місті припадало 92,0 чоловіків;  на 100 жінок у віці від 18 років та старших — 86,5 чоловіків також старших 18 років.
Середній дохід на одне домашнє господарство  становив 66 257 доларів США (медіана — 62 893), а середній дохід на одну сім'ю — 73 543 долари (медіана — 70 337). Медіана доходів становила 46 593 долари для чоловіків та 36 313 долари для жінок. За межею бідності перебувало 5,8 % осіб, у тому числі 9,1 % дітей у віці до 18 років та 4,1 % осіб у віці 65 років та старших.
Цивільне працевлаштоване населення становило 6399 осіб. Основні галузі зайнятості: освіта, охорона здоров'я та соціальна допомога — 25,2 %, роздрібна торгівля — 11,9 %, виробництво — 9,6 %, фінанси, страхування та нерухомість — 8,3 %.

## Галерея

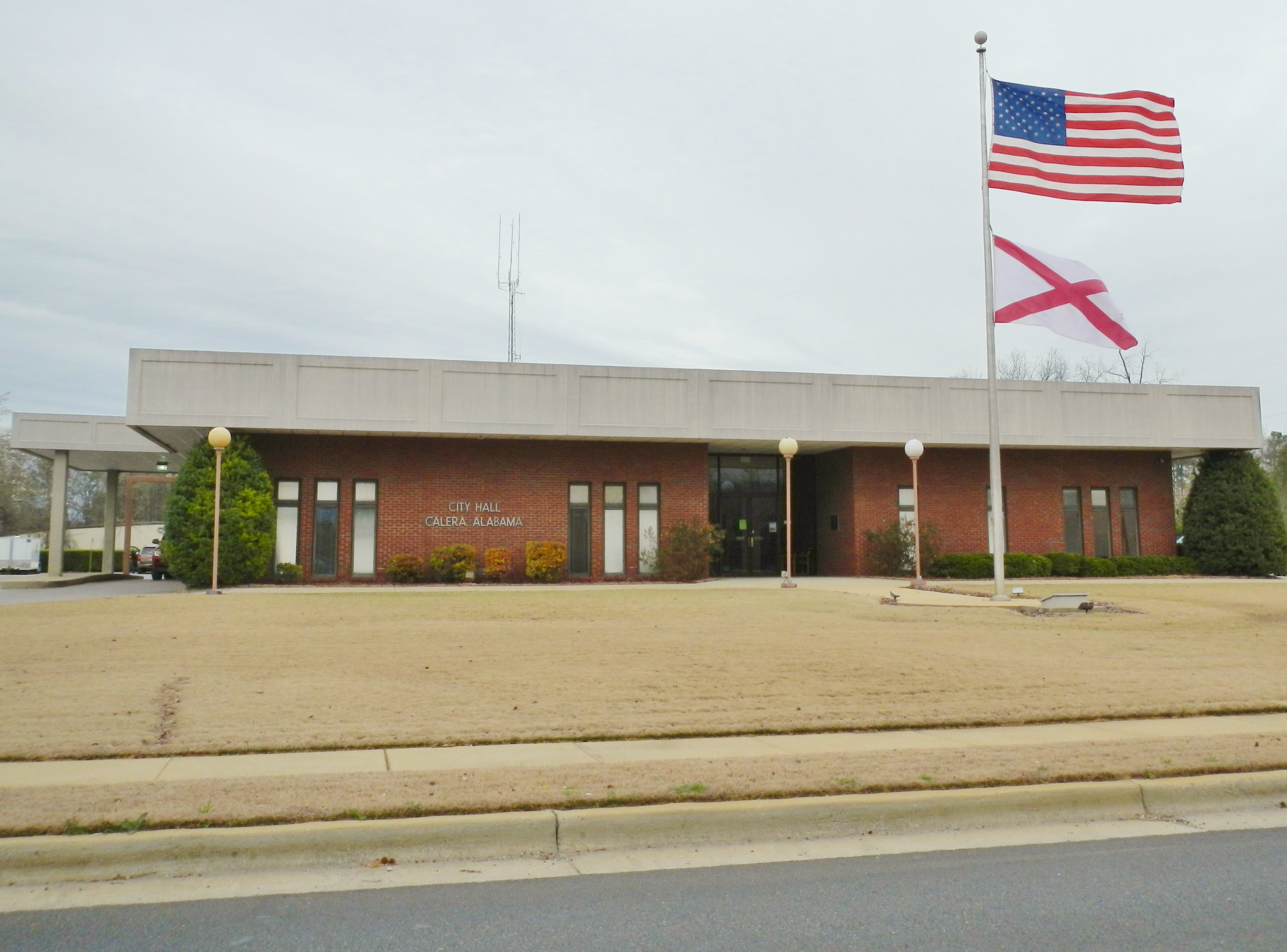
Мерія
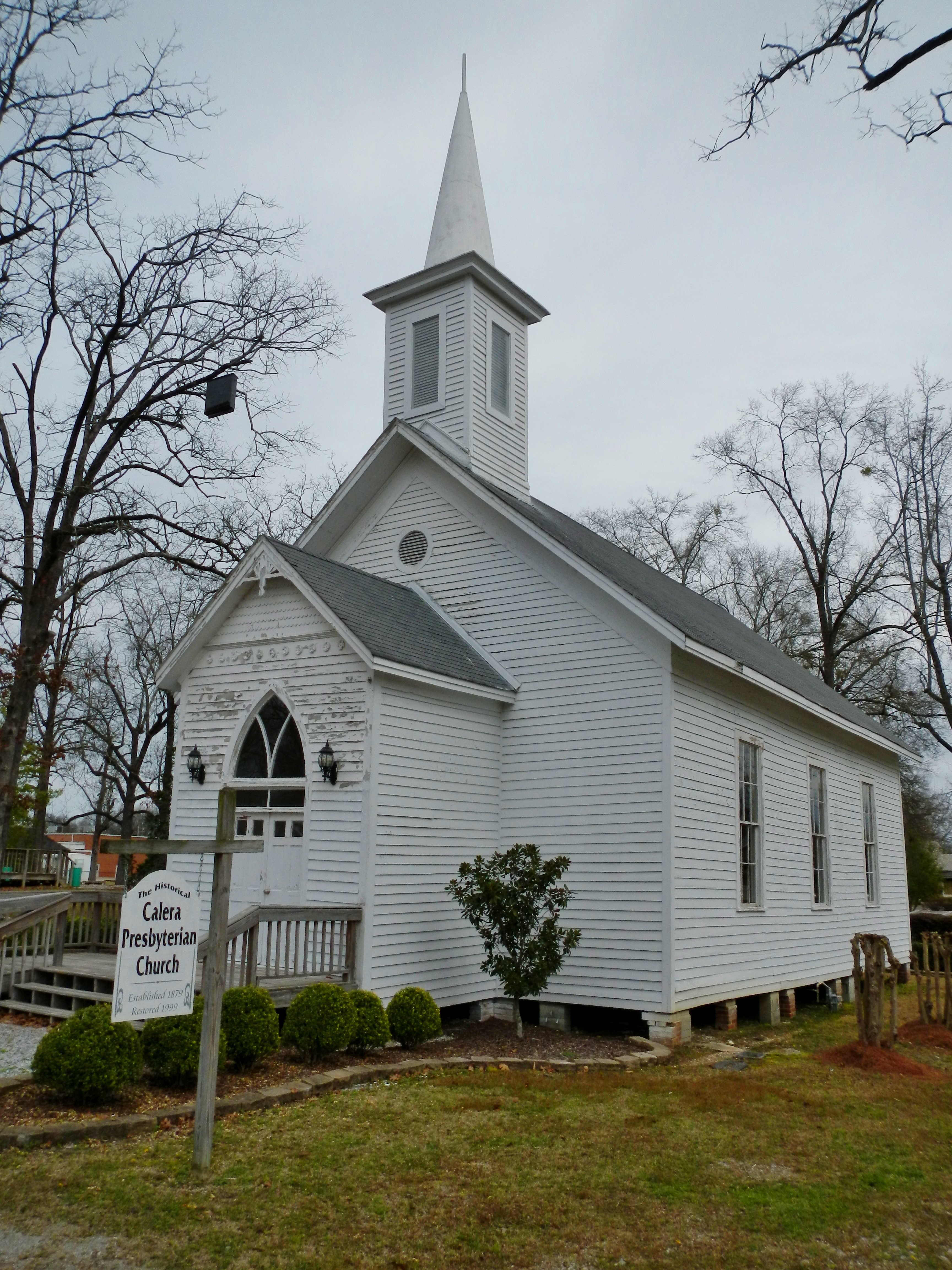
Пресвітеріанська церква була побудована в 1885 році. Додана до Національного реєстру історичних місць 12 березня 1997 року.
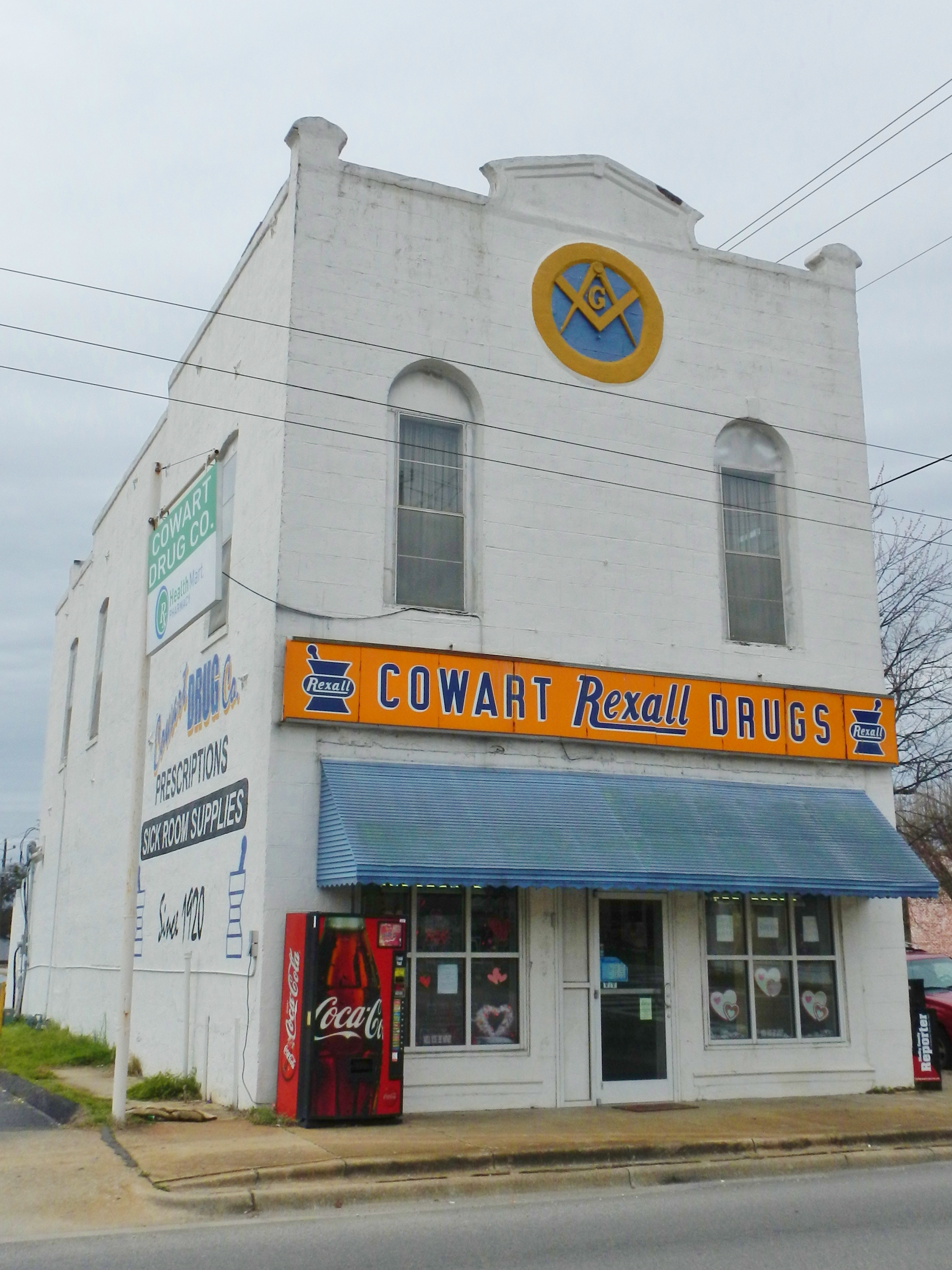
Аптека була побудована в 1885 році. Додана до Національного реєстру історичних місць 15 лютого 1977 року.
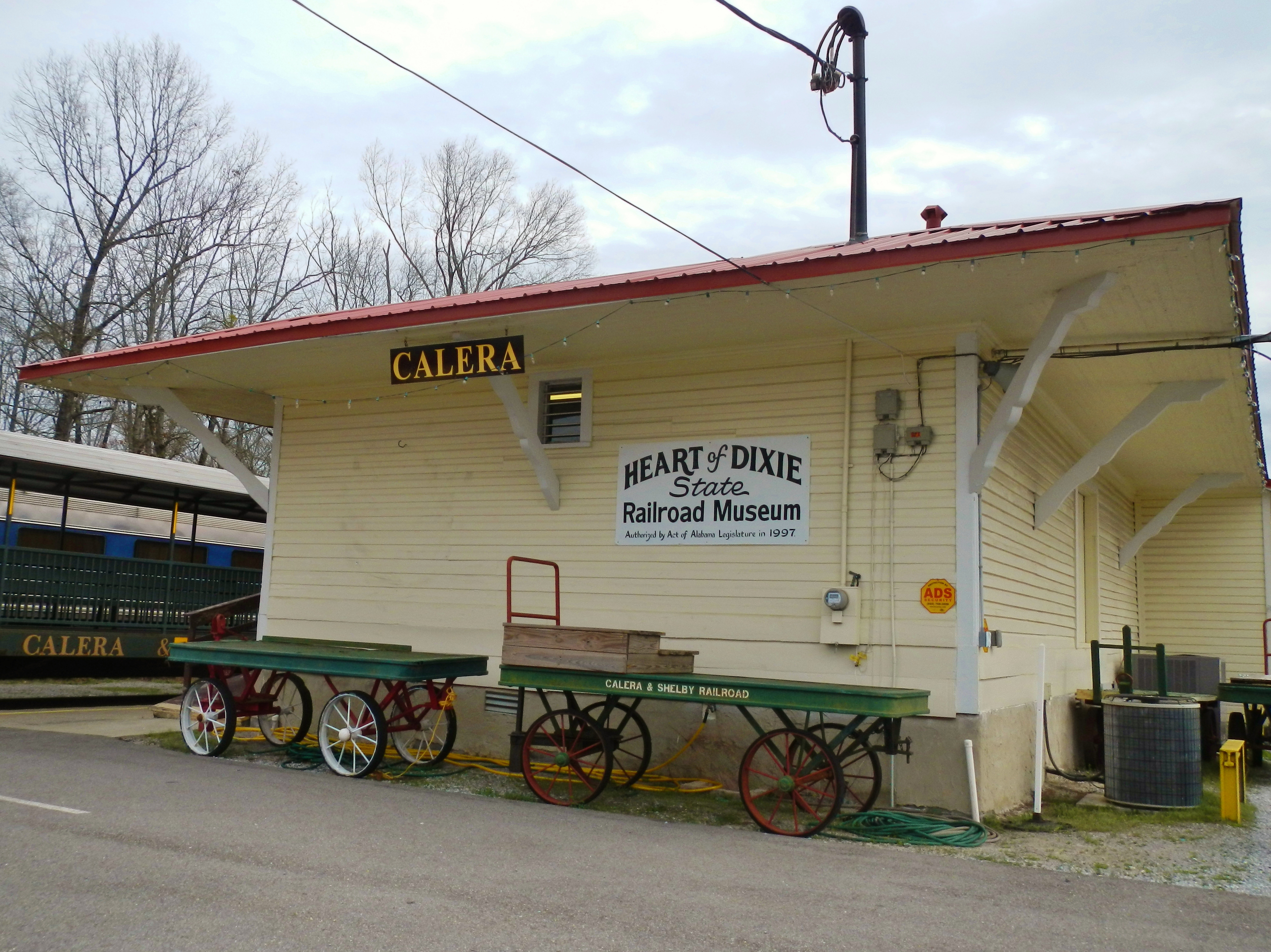
Залізничний музей